# Eudes II de Troyes (Robertien)
Pour l’article homonyme, voir Eudes II de Troyes.
Eudes II, fut comte de Troyes en 876. Il était fils d'Eudes Ier, comte de Troyes, et de Wandilmodis.
On ne sait que peu de choses sur ce comte. Le comté de Troyes avait été confisqué à son père en 858, et on ne sait s'il l'avait récupéré par la suite, de sorte que l'on ignore si Eudes II devint comte de Troyes en héritage de son père ou par cession du roi (Charles II le Chauve). Il avait hérité de domaines situé dans la région de Châteaudun, ce qui fit que certains historiens le qualifièrent à tort de comte de Châteaudun.
Le 25 octobre 876, Charles II le Chauve signa une charte par lequel il cédait le domaine de Chaource, dans la région de Tonnerre à Robert et Eudes, figure parmi les témoins, en tant que frère de Robert. 

## Source
- Édouard de Saint-Phalle, « Comtes de Troyes et de Poitiers au IXe siècle : histoire d’un double échec » dans Onomastique et Parenté dans l'Occident médiéval, Oxford, Linacre College, Unit for Prosopographical Research, coll. « Prosopographica et Genealogica / 3 », 2000, 310 p. (ISBN 1-900934-01-9), p. 154-170.